# Filmladen (Filmverleih)
Filmladen ist ein 1978 gegründeter österreichischer Filmverleih und Kinobetreiber mit Sitz in Wien. Das Unternehmen ist einer der größten Verleiher österreichischer Spiel- und Dokumentarfilme. Darüber hinaus ist das Unternehmen der größte Produzenten-unabhängige Anbieter internationaler Filme auf dem durch US-Filmkonzerne dominierten österreichischen Markt.
Zu den erfolgreichsten Filmen im Verleih des Filmladens zählen internationale Produktionen wie Mr. & Mrs. Smith (2005), Slumdog Millionaire (2009) und die Saw-Reihe sowie einige der erfolgreichsten österreichischen Filme wie Hinterholz 8 (1998), Poppitz (2002) oder Das weiße Band (2009). Gemessen am gesamten österreichischen Verleihmarkt ist Filmladen der zweit- bis drittgrößte österreichische Verleih mit 5,3 % Marktanteil, hinter den großen US-Verleihern und der Constantin Film-Holding.

## Geschichte
1978 gründeten die Filmregisseure Ruth Beckermann, Josef Aichholzer und Franz Grafl den Filmverleih Filmladen in Wien.
1985 übernahm Filmladen das Votivpark Kino und betreibt es seit 1986 als Votivkino. Später übernahmen Michael Stejskal und Susanne Anderle das Unternehmen. Stejskal ist auch Geschäftsführer von Luna Film, einem Verleih mit ähnlichem Programm und Sitz im selben Gebäude wie Filmladen. Beckermann und Aichholzer gründeten eigene Produktionsfirmen.
2005 erzielte der Filmladen mit 1,2 Millionen Kinobesuchen ein außergewöhnliches Ergebnis, mit dem das Unternehmen erstmals beim Besuchserfolg an die größten Filmverleiher in Österreich anschließen konnte. Verantwortlich dafür war der Ausnahmefall, dass mit Mr. & Mrs. Smith eine Mainstream-Hollywood-Produktion im Verleih war, die alleine für eine halbe Million Besuche in Österreich verantwortlich zeichnete. Üblicherweise erreichen nur wenige Filme im Verleihprogramm mehr als 100.000 Kinobesuche pro Jahr. 2006 ging der Verleiherfolg daher wieder auf das Niveau von 2004 zurück und erstmals verzeichnete der bislang drittgrößte österreichische Verleiher Polyfilm mehr Besucher bei seinen Filmen als Filmladen. Dies blieb jedoch die Ausnahme und noch bis 2008 blieb Filmladen im Bereich österreichischer Filmproduktionen am Heimmarkt unangefochtener Marktführer. So waren etwa im Jahr 2006 von 37 Filmen mit österreichischer Produktionsbeteiligung und rund 450.000 Kinobesuchen 13 mit rund 290.000 Besuchen aus dem Verleih des Filmladens.
2008 erhielt Filmladen durch den neu gegründeten Verleih Thim Film, der auf den Verleih österreichischer Filme spezialisiert ist, Konkurrenz.
2009 erzielte der Filmladen mit 1,7 Millionen Besuchern das zweitbeste Jahr seiner Geschichte.

## Programm
Das Verleih- und Vertriebsprogramm beinhaltet über 600 Spielfilme sowie zahlreiche Dokumentarfilme. Jährlich kommen zwischen 30 und 70 Kinofilme dazu (das sind etwa 10 bis 20 % des gesamten jährlichen Kinofilmangebotes in Österreich), darunter ein großer Teil aller österreichischen Produktionen eines Jahres – sowohl solche mit kommerzieller Ausrichtung als solche mit künstlerischem Anspruch. Der Rest sind vor allem europäische, aber auch einige US-amerikanische, zumeist Arthouse-Produktionen. Der Verleih- und Vertriebsmarkt ist fast ausschließlich auf Österreich beschränkt, Deutschland- und Weltvertriebsrechte werden an ausländische Gesellschaften abgetreten. Als Verleiher österreichischer Filme in Österreich ist der Filmladen, gemessen an den erzielten Besucherzahlen, Marktführer vor dem einzigen weiteren großen Verleiher österreichischer Filme Polyfilm.

## Filme
Neben einigen der erfolgreichsten österreichischen Produktionen wie den Spielfilmen Hinterholz 8 (1998) oder Poppitz (2002) bzw. Dokumentarfilmen wie We Feed the World (2005), Let’s Make Money (2008) zählt auch der Österreich-Verleih von Kinderfilmen wie Pünktchen und Anton (1999) und Das fliegende Klassenzimmer (2003) sowie ausgezeichnete europäische und US-amerikanische Filme wie Trainspotting (1996), Die fabelhafte Welt der Amélie (2001), Fahrenheit 9/11 (2004), Good Bye, Lenin! (2003), Slumdog Millionaire (2009), Das weiße Band – Eine deutsche Kindergeschichte (2009) oder Fallweise auch Hollywood-Mainstream-Produktionen wie Mr. & Mrs. Smith (2005) zum Sortiment.
Weitere österreichische Filme im Verleih und Vertrieb des Filmladens sind:

- 1998: Die Siebtelbauern (Regie: Stefan Ruzowitzky)
- 1999: Wanted (Regie: Harald Sicheritz)
- 2001: Hundstage (Regie: Ulrich Seidl)
- 2002: Nogo (Regie: Gerhard Ertl, Sabine Hiebler)
- 2003: Ravioli (Regie: Peter Payer)
- 2003: Jesus, du weißt (Regie: Ulrich Seidl)
- 2004: Der Wadenmesser (Regie: Kurt Palm)
- 2004: Wolfzeit (Regie: Michael Haneke)
- 2004: Die fetten Jahre sind vorbei (Regie: Hans Weingartner)
- 2004: Nacktschnecken (Regie: Michael Glawogger)
- 2005: Caché (Regie: Michael Haneke)
- 2005: Workingman’s Death (Regie: Michael Glawogger)
- 2005: Darwin’s Nightmare (Regie: Hubert Sauper)
- 2006: Freundschaft (Regie: Rupert Henning)
- 2006: Slumming (Regie: Michael Glawogger)
- 2006: In 3 Tagen bist du tot (Regie: Andreas Prochaska)
- 2007: Immer nie am Meer (Regie: Antonin Svoboda)
- 2007: Die Fälscher (Regie: Stefan Ruzowitzky)
- 2008: Revanche (Regie: Götz Spielmann)
- 2009: Das weiße Band (Regie: Michael Haneke)
- 2010: Kick Off (Regie: Hüseyin Tabak)
- 2011: Es muss was geben (Regie: Oliver Stangl und Christian Tod)